# Mustelirallus
Mustelirallus är ett litet fågelsläkte i familjen rallar inom ordningen tran- och rallfåglar. Släktet omfattar fyra arter: 
- Vithakad rall (M. albicollis) – tidigare i Porzana
- Zapatarall (M. cerverai) – tidigare ensam art i Cyanolimnas
- Colombiarall (M. colombianus) – tidigare i Neocrex
- Gulrödnäbbad rall (M. erythrops) – tidigare i Neocrex

DNA-studier från 2014 visar att de är varandras närmaste släktingar. Senare studier från 2022 visar att även zapatarallen tillhör gruppen.